# Crystal Mountain
Crystal Mountain es un lugar designado por el censo ubicado en el condado de Benzie en el estado estadounidense de Míchigan. En el Censo de 2010 tenía una población de 54 habitantes y una densidad poblacional de 12,61 personas por km².

## Geografía
Crystal Mountain se encuentra ubicado en las coordenadas 44°31′29″N 85°59′56″O / 44.52472, -85.99889. Según la Oficina del Censo de los Estados Unidos, Crystal Mountain tiene una superficie total de 4.28 km², de la cual 4.26 km² corresponden a tierra firme y (0.48%) 0.02 km² es agua.

## Demografía
Según el censo de 2010, había 54 personas residiendo en Crystal Mountain. La densidad de población era de 12,61 hab./km². De los 54 habitantes, Crystal Mountain estaba compuesto por el 98.15% blancos, el 0% eran afroamericanos, el 0% eran amerindios, el 0% eran asiáticos, el 0% eran isleños del Pacífico, el 0% eran de otras razas y el 1.85% pertenecían a dos o más razas. Del total de la población el 0% eran hispanos o latinos de cualquier raza.